# Hypericum pseudorepens
Hypericum pseudorepens är en johannesörtsväxtart som beskrevs av N.Robson. Hypericum pseudorepens ingår i släktet johannesörter, och familjen johannesörtsväxter. Inga underarter finns listade i Catalogue of Life.